# EMD F3
EMD F3 – amerykańska lokomotywa spalinowa produkowana w latach 1945–1949. Używana w ruchu towarowym i pasażerskim w Ameryce Północnej. Wyprodukowano 1807 spalinowozów
Lokomotywa wyposażona jest w dwusuwowy, 16-cylindrowy silnik wysokoprężny o mocy 1500 koni mechanicznych. 